# Loira Atlàntic
El  Loira Atlàntic  (44) (Loire-Atlantique en francès i Liger-Atlantel en bretó) és un departament francès situat a la regió de País del Loira, tot i que nacionalment pertany a la Bretanya.

## Història
El departament del Loira Atlàntic va ser un dels 83 departaments originals creats durant la Revolució Francesa, el 4 de març de 1790 (en aplicació de la llei del 22 de desembre de 1789). Va ser creat a partir d'una part de l'antiga província de Bretanya sota la denominació de Loira Inferior, nom que conservà fins al 9 de març de 1957, quan adoptà l'actual de Loira Atlàntic.
Històricament des del s. IX (any 851) ha format part de la Bretanya, però la divisió regional francesa del 1955 l'ha integrat en la de País del Loira. Des de finals dels anys vuitanta hi ha un important moviment polític que reclama la unió del departament del Loira Atlàntic a la Bretanya.

## Política
Des de les eleccions cantonals de 2004, el president del Consell General és el socialista Patrick Mareschal. Aquest és el primer president d'esquerra que ha tingut mai aquest departament, que des de la Revolució Francesa sempre havia estat governat per la dreta.